# Jonathan Jáuregui
Jonathan Jáuregui (Guadalajara, 27 de octubre de 1986) es un exfutbolista mexicano que jugaba de delantero. Tiene 38 años.

## Trayectoria
Se formó en las divisiones menores de la UAG —llamado actualmente Estudiantes Tecos—, de la Primera División de México. Luego pasó a formar parte del Tecos-Tecomán, filial de los Tecos, que jugaba en la Segunda División de México, donde fue titular hasta que sufrió una lesión que lo mantuvo un largo periodo sin jugar. Luego estuvo en el plantel de los Tiburones Rojos de Veracruz sin mucha participación en el 2009. Al año siguiente emigró al Perú donde fichó por el Sport Boys para reforzar al equipo en la segunda etapa del Campeonato Descentralizado 2010, donde jugó 9 partidos y anotó 2 goles.

## Clubes
| Club           | País      | Año       |
| -------------- | --------- | --------- |
| Tecos-Tecomán  | México    | 2004-2007 |
| Veracruz       | México    | 2009      |
| Sport Boys     | Perú      | 2010-2011 |
| Altamira       | México    | 2012      |
| NK Jedinstvo   | Croacia   | 2014      |
| College Europa | Gibraltar | 2015      |